# ناصر حسن‌پور
ناصر حسن‌پور عضو تیم ملی والیبال نشسته ایران است.

## پارالمپیک تابستانی ۲۰۱۲
در بازی‌های پارالمپیک تابستانی ۲۰۱۲ لندن، وی به همراه تیم ملی والیبال ایران با شکست روآندا، بریتانیا، روسیه، بوسنی و هرزگوین، چین، برزیل به دیدار پایانی راه یافت. اما در این مسابقه با شکست برابر بوسنی و هرزگوین نایب قهرمان شد و نشان نقره را به گردن آویخت.